# Wiśniowa (województwo małopolskie)

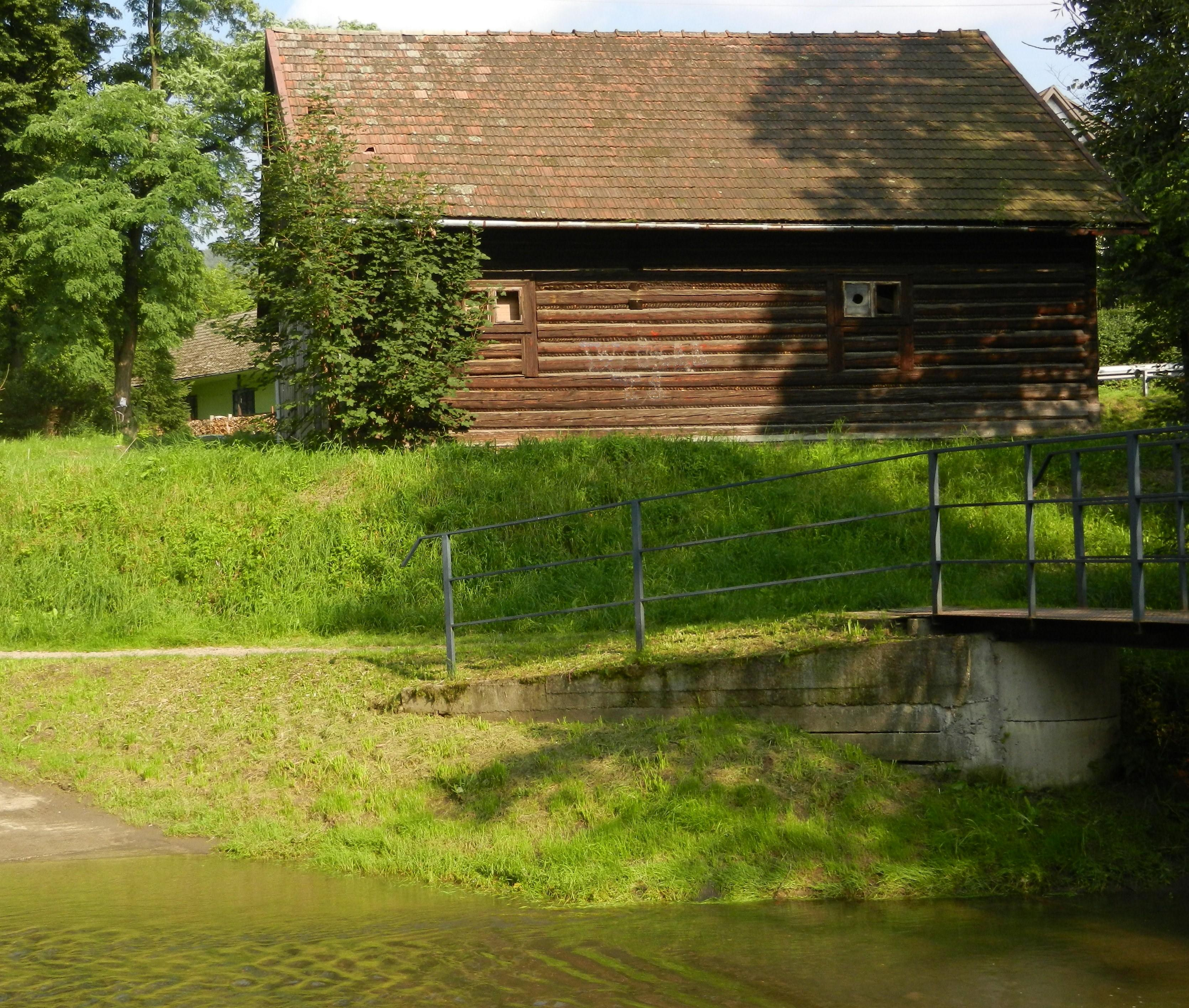
Wiśniowa – bożnica

Wiśniowa – wieś w Polsce, położona w województwie małopolskim, w powiecie myślenickim, w gminie Wiśniowa, w dolinie Krzyworzeki, pomiędzy kulminacjami Lubomira i Ciecienia w Beskidzie Wyspowym. W latach 1975–1998 wieś należała administracyjnie do województwa krakowskiego.

## Historia
Wieś została założona w 1550 roku na prawie wołoskim w dobrach zamku dobczyckiego. Niegdyś wydobywano tu rudę żelaza. W XVII w. wieś została spustoszona w czasie walk powstań kuruców oraz licznych powodzi. W okresie międzywojennym pracowały tu tartaki kuźne i folusze. Okolice Wiśniowej i sąsiednich wsi (Lipnik, Zasań, Glichów) były we wrześniu 1944 r. terenem walk oddziałów partyzanckich z Niemcami. 17–18 września okupant niemiecki dokonał pacyfikacji Wiśniowej, w której zamordowano 76 osób (w tym ok. 17 dzieci w wieku od 1 do 9 lat). W listopadzie i grudniu 1944 r., miejscowa ludność ocalała z masakry, była zmuszana do kopania okopów w pobliskim Szczyrzycu i dodatkowych dostaw zboża i ziemniaków (poza obowiązkowymi kontyngentami) dla wojska niemieckiego.
W pobliżu Wiśniowej, na szczycie Lubomiru znajduje się Obserwatorium Astronomiczne im. Tadeusza Banachiewicza na Lubomirze. W pierwszym obserwatorium, które działało na Lubomirze w latach 1922-1944 odkryte były dwie komety: C/1925 G1 (Orkisz) odkryta 3 kwietnia 1925 przez Lucjana Orkisza (była to pierwsza kometa odkryta przez Polaka) oraz C/1936 O1 (Kaho-Kozik-Lis) współodkryta 17 lipca 1936 przez Władysława Lisa (pracownika gospodarczego obserwatorium). Obie komety zostały upamiętnione w herbie Wiśniowej.

## Zabytki
Obiekt wpisany do rejestru zabytków nieruchomych województwa małopolskiego.
- Kościół parafialny pw. św. Marcina: kościół, dzwonnica, ogrodzenie, drzewostan;
- bożnica z otoczeniem;
- cmentarz z I wojny światowej nr 373;
- zespół cmentarza z I wojny światowej nr 374, kaplica, ogrodzenie, drzewostan na obwodzie;
- dom nr 17.

## Ludzie związani z Wiśniową
- Jan Kruk-Śmigla (1895–1976) – polski nauczyciel, regionalista, krajoznawca a także działacz społeczny
- Leszek Murzyn (ur. 1960) – nauczyciel, poseł na Sejm IV i V kadencji
- Andrzej Wilk (ur. 1893) – major artylerii Wojska Polskiego, kawaler Virtuti Militari

## Integralne części wsi
| SIMC    | Nazwa         | Rodzaj         |
| ------- | ------------- | -------------- |
| 0343496 | Lanckorona    | przysiółek wsi |
| 0343065 | Bajerówka     | część wsi      |
| 0667649 | Balice        | część wsi      |
| 0343071 | Bąkówka       | część wsi      |
| 0343094 | Chlebdówka    | część wsi      |
| 0343102 | Cyganówka     | część wsi      |
| 0343119 | Drożdzówka    | część wsi      |
| 0343125 | Dyrdoszówka   | część wsi      |
| 0343131 | Dziadówka     | część wsi      |
| 0343148 | Działek       | część wsi      |
| 0343154 | Flakówka      | część wsi      |
| 0343160 | Foszczkówka   | część wsi      |
| 0343177 | Granice       | część wsi      |
| 0343183 | Jurkówka      | część wsi      |
| 0343190 | Kalisówka     | część wsi      |
| 0343208 | Kaniówka      | część wsi      |
| 0343214 | Kluzówka      | część wsi      |
| 0343220 | Kośmidrówka   | część wsi      |
| 0343237 | Kowalówka     | część wsi      |
| 0343243 | Krzysztorówka | część wsi      |
| 0343250 | Kurpielówka   | część wsi      |
| 0343266 | Leśniakówka   | część wsi      |
| 0343272 | Libiaszówka   | część wsi      |
| 0343289 | Markówka      | część wsi      |
| 0343295 | Marolówka     | część wsi      |
| 0343303 | Matyjówka     | część wsi      |
| 0343310 | Michalikówka  | część wsi      |
| 0343326 | Morajkówka    | część wsi      |
| 0343332 | Murzynówka    | część wsi      |
| 0343349 | Mutówka       | część wsi      |
| 0343355 | Pałączki      | część wsi      |
| 0667655 | Piasek        | część wsi      |
| 0343361 | Podgrodzisko  | część wsi      |
| 0343378 | Podlesie      | część wsi      |
| 0343384 | Polakówka     | część wsi      |
| 0343390 | Radoniówka    | część wsi      |
| 0343409 | Solarzówka    | część wsi      |
| 0667661 | Stawiska      | część wsi      |
| 0343415 | Śmigłówka     | część wsi      |
| 0343421 | Tomerówka     | część wsi      |
| 0343438 | Węglarzówka   | część wsi      |
| 0343444 | Wilki         | część wsi      |
| 0343450 | Wilkówka      | część wsi      |
| 0343467 | Zagroda       | część wsi      |
| 0343473 | Zawiszówka    | część wsi      |
| 0343480 | Zwierzówka    | część wsi      |

## Demografia
Poniższa demografia posiada dane z 2011
| Opis                                | Ogółem | Ogółem | Kobiety | Kobiety | Mężczyźni | Mężczyźni |
| ----------------------------------- | ------ | ------ | ------- | ------- | --------- | --------- |
| Jednostka                           | osób   | %      | osób    | %       | osób      | %         |
| Populacja                           | 1628   | 100    | 884     | 54,3    | 744       | 45,7      |
| Wiek przedprodukcyjny (0–17 lat)    | 333    | 20,45  | 162     | 9,95    | 171       | 10,5      |
| Wiek produkcyjny (18–65 lat)        | 1061   | 65,17  | 553     | 33,97   | 508       | 31,2      |
| Wiek poprodukcyjny (powyżej 65 lat) | 234    | 14,37  | 169     | 10,38   | 65        | 3,99      |